# Sukhoi Su-35BM
Il Sukhoi Su-35BM è un caccia multiruolo sviluppato dall'azienda aeronautica russa Sukhoi.

## Storia del progetto
Il velivolo venne creato per interporsi tra la quarta e la quinta generazione dei caccia, in quanto adottava diverse caratteristiche derivate sia dallo Sukhoi Su-27 che dallo Sukhoi PAK FA.

## Tecnica
Rispetto al suo progenitore Su-27, il Su-35BM non è stato dotato di alette canard. Ciò è stato possibile grazie all'introduzione di un nuovo radar N035 Irbis-E con antenna a scansione elettronica, il quale è realizzato in componenti miniaturizzati e sfrutta materiali ultraleggeri. Il vecchio radar N011M installato nel radome del Su-27 aveva infatti l'effetto di spostare il centro di gravità dell'aeroplano, rendendo necessario l'impiego delle alette canard, le quali causano tra l'altro l'aumento della sezione radar della cellula che, con l'obiettivo del Su-35BM di essere parzialmente stealth, non è accettabile. Il nuovo radar è dotato di un'antenna a scansione elettronica di 900 mm di diametro e polarizzazione verticale delle onde. Esso può funzionare in diversa bande, tra cui quella X, grazie all'ausilio di un nuovo calcolatore. L'antenna inoltre è sistemata su di un supporto in grado di angolarla meccanicamente, permettendo un angolo di scansione, unito a quello elettronico, di 120° che permette all'aeroplano dopo aver lanciato un missile di virare anche di 90° mantenendo ancora l'obiettivo ingaggiato dal radar. È possibile controllare fino a 30 obiettivi contemporaneamente ed attaccarne fino ad 8 con missili a guida attiva e semiattiva. Nella modalità aria-terra è possibile seguire quattro obiettivi contemporaneamente e attaccarne due alla volta dei quali si seguono anche i movimenti grazie all'ausilio delle funzioni Doppler e SAR (Synthetic Aperture Radar). La portata è di 400 km per un aeroplano con RCS di 3 m² mentre scende a 90 km per un aeroplano con RCS ridotta, fino a 0.01 m².
Le superfici di controllo sono state potenziate e rimpicciolite nelle dimensioni rispetto alla precedenti versioni. Anche gli impennaggi sono stati migliorati ed è stato eliminato l'aerofreno dorsale, al posto del quale viene impiegato il movimento opposto dei timoni, i quali sono stati ingranditi rispetto al Su-27 per assolvere efficacemente al compito. Tutte queste migliorie aerodinamiche sono legate al differente funzionamento del sistema di controllo fly-by-wire MNPK Avionika KSU-35 appositamente sviluppato. Il cono di coda è stato ridimensionato anch'esso con l'eliminazione del radar di scoperta posteriore.
La cellula è stata reimpostata ridistribuendo tutte le componenti in modo da aumentare la capacità dei serbatoi del 22%, per un totale di 11.500 kg, aumentando di conseguenza anche l'autonomia massima del velivolo. La vita utile della cellula è stata portata a 6000 ore di volo grazie alla sostituzione di molte parti in alluminio con parti in titanio ed è stato esteso l'uso di materiali compositi che hanno permesso una riduzione del peso a vuoto del 10%. L'abitacolo integra due schermi LCD di 23x30 cm, uno dei quali mostra le informazioni tattiche e di navigazione e l'altro le informazioni utili al pilota. Il sistema di guerra elettronica, basato sull'L175M Khibiny-M ha varie modalità di impiego quali l'autodifesa, la mutua difesa e quella di gruppo.
Nonostante l'installazione di un nuovo sistema radar, il mezzo è stato anche dotato di un UOMZ OLS-35, un localizzatore ottico composto da due sensori a raggi infrarossi, dei quali uno utilizzato per individuare punti caldi a lunga distanza e l'altro impiegato per l'aggancio del bersaglio, e da un telemetro laser. In combattimento aria-aria l'OLS-35 consente l'aggancio di un bersaglio a 70 km in inseguimento ed a 40 km in ingaggio frontale.
Per ridurre all'estremo la traccia radar del velivolo, si è deciso di impiantare dei pannelli radar assorbenti ad alta efficienza nei condotti delle prese d'aria, nel compressore e nelle altre parti del nuovo motore, in grado di garantire oltre alla ridotta RCS anche una buona durata nelle condizioni di alta temperatura e pressione presenti nel propulsore. Tutto ciò è stato possibile eseguendo studi sul prototipo Sukhoi Su-47.
Per poter sopperire all'aumento del carico di carburante, gli ingegneri predisposero l'adozione di nuovi motori AL-41F1.
Le armi possono essere agganciate su 11 diversi pontoni esterni e tra quelle installabili vi sono i missili aria-aria RVV-MD Maloy Dalnosti, RVV-SD Sredniy Dalnosti e Novator K-100-1 e aria-terra Kh-38MLE, Kh-38MTE, Kh-38MAE e Kh-38MKE. In aggiunta a ciò, è stato previsto anche l'impiego di missili anti-nave Kh-59M. Come i precedenti Flanker, anche questa versione monta il cannone GSh-301.

## Galleria d'immagini

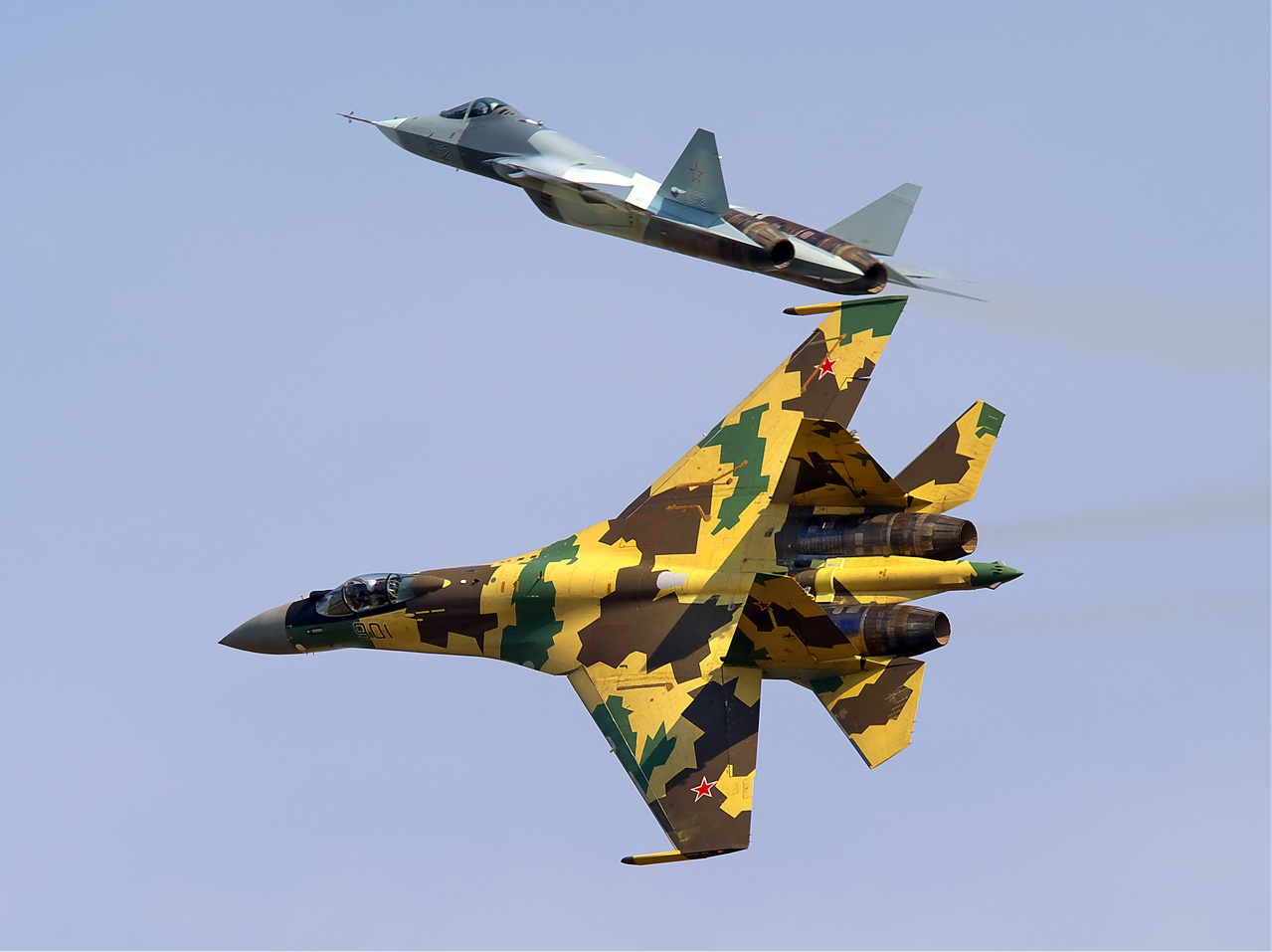
Un Su-35BM in volo assieme ad un PAK-FA
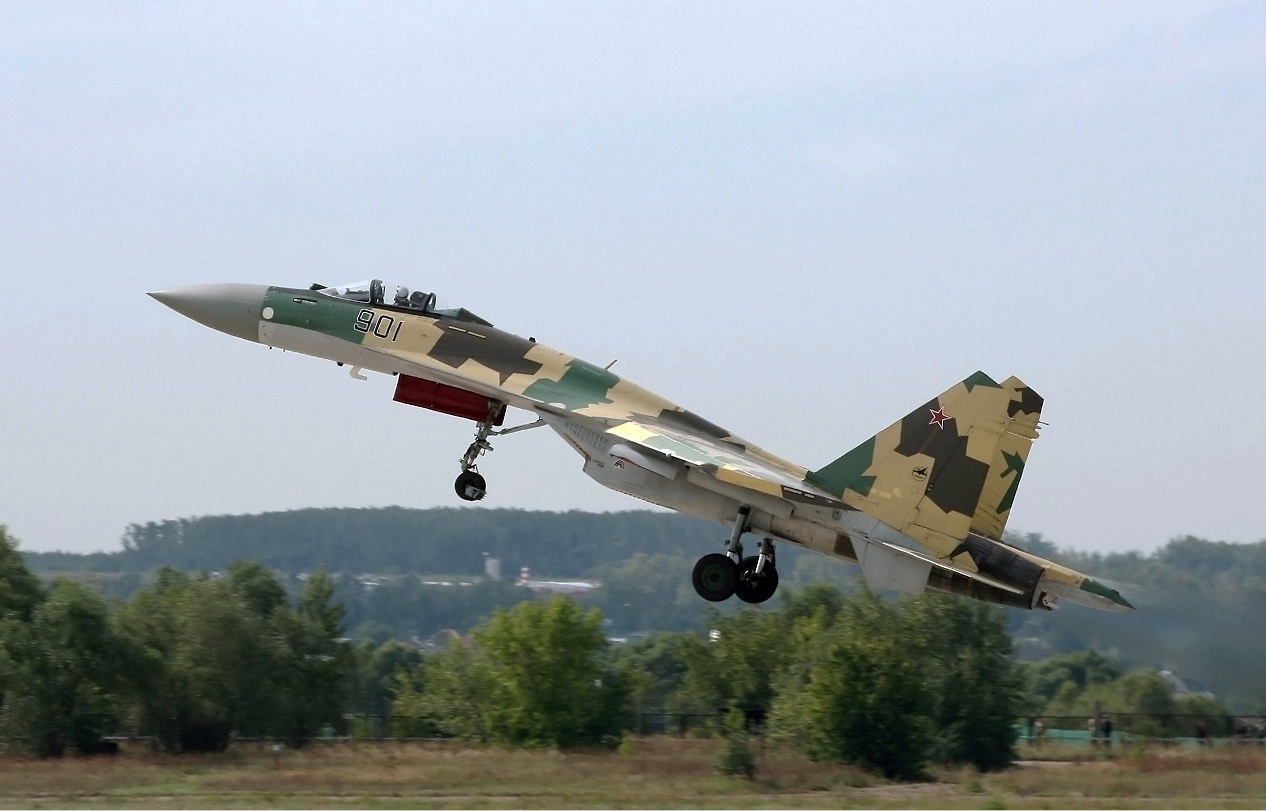
Su-35BM in fase di decollo
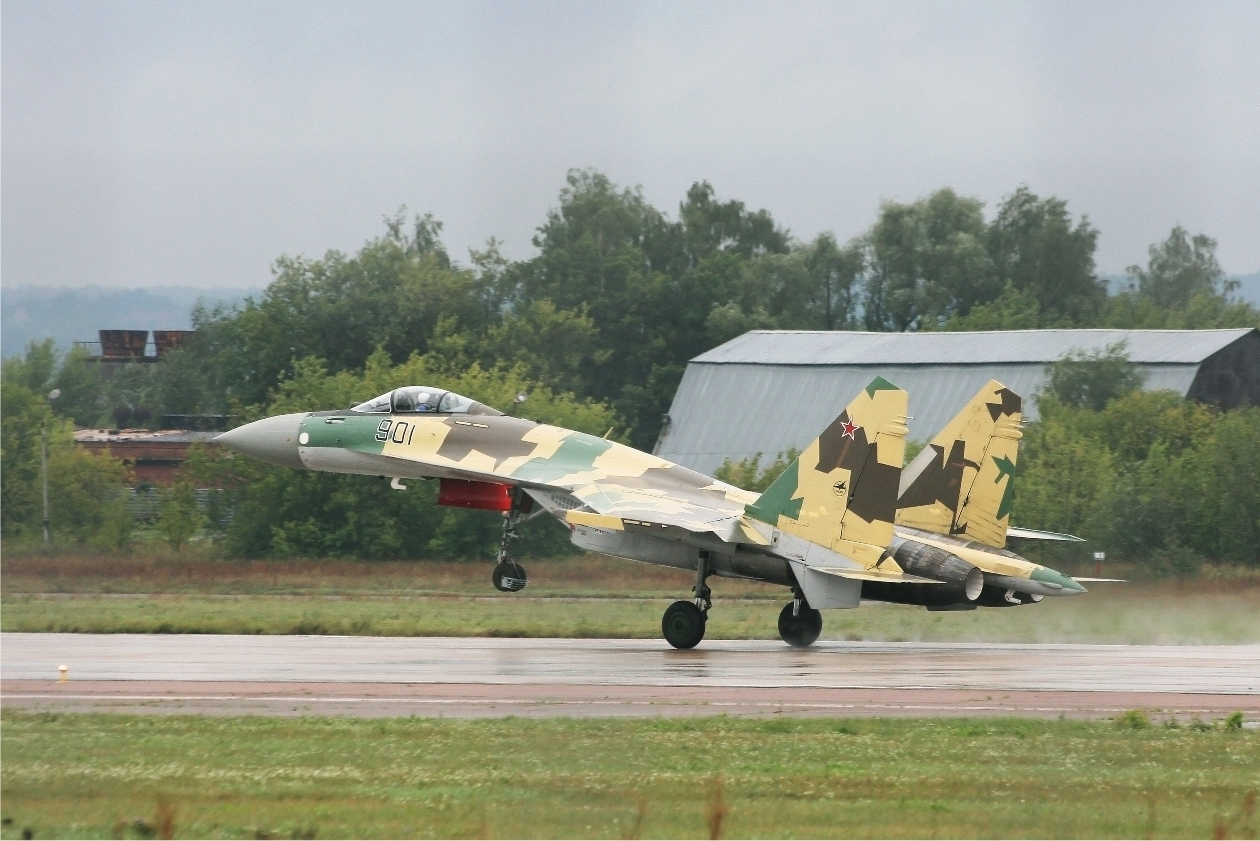
Su-35BM in fase di atterraggio
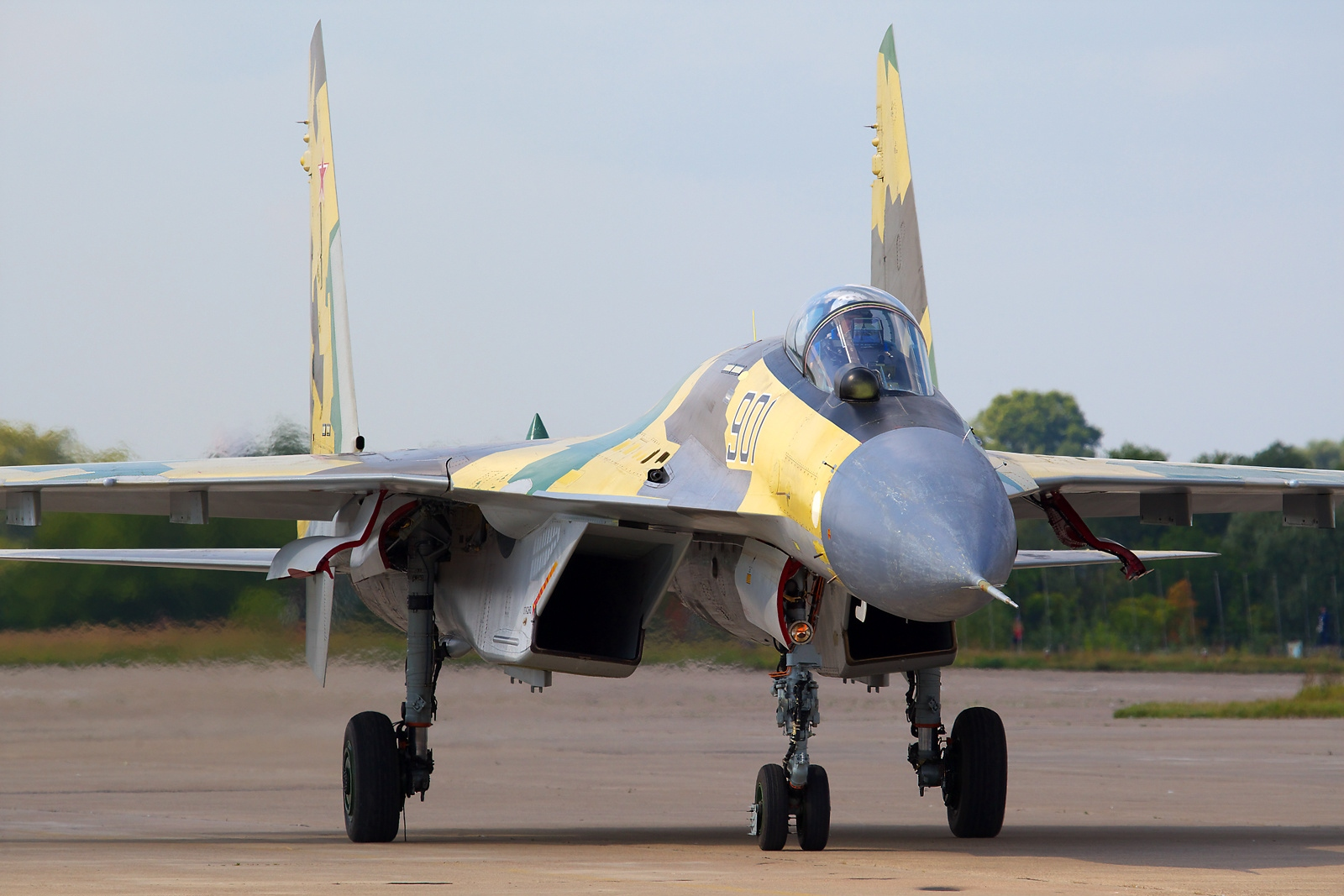
Dettaglio frontale del velivolo
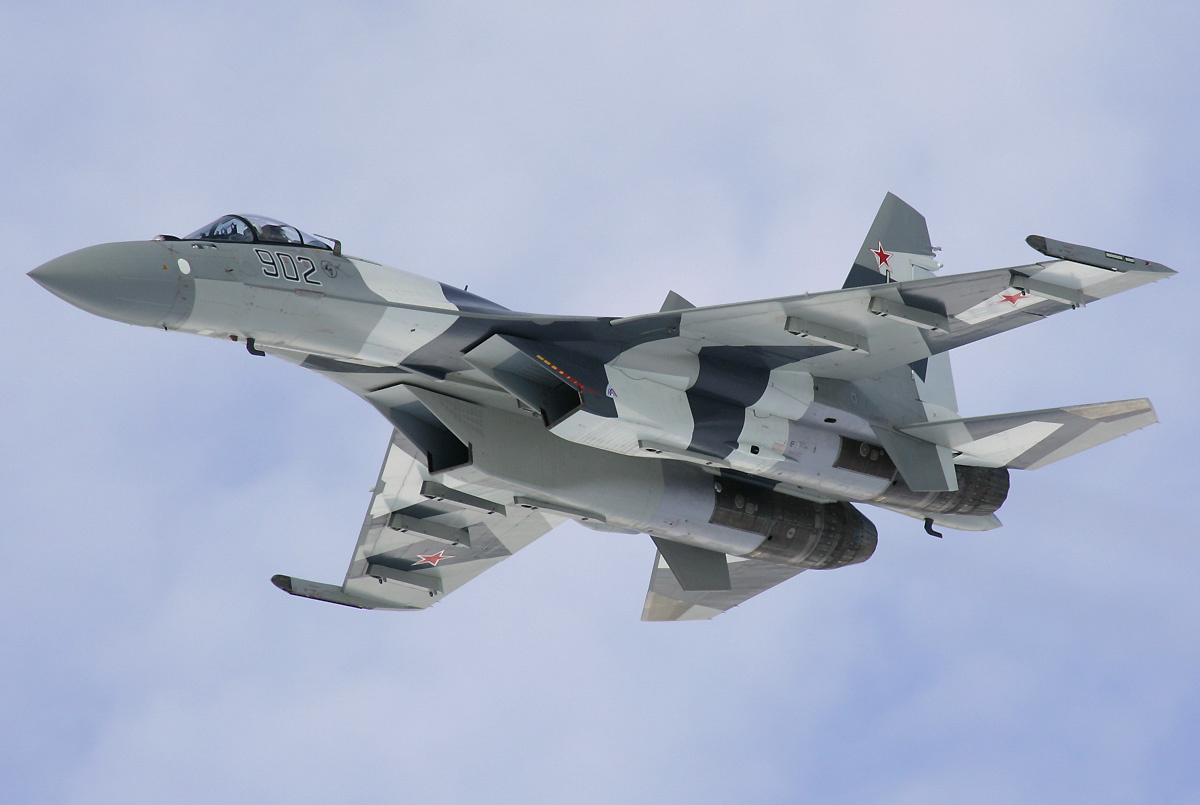
Dettaglio della zona ventrale